# Notholaena matthewsii
Notholaena matthewsii är en kantbräkenväxtart som först beskrevs av Carl Ernst Otto Kuntze och som fick sitt nu gällande namn av August Heinrich Rudolf Grisebach.
Notholaena matthewsii ingår i släktet Notholaena och familjen Pteridaceae. Inga underarter finns listade i Catalogue of Life.